# Georges Verriest
Georges Verriest (Roubaix, Francia - 15 de julio de 1909 – Seclin, Francia - 11 de julio de 1985) fue un futbolista y entrenador francés jugaba en la posición de mediocampista.

## Carrera
Con equipo militó en el RC Roubaix con quien jugó toda su carrera de 10 años y lo apodaron El Policía por su estilo de marca personal, en donde logró llegar a la final de la Copa de Francia en dos ocasiones, además de jugar para Francia en 14 partidos donde anotó un gol, el cual fue en la Copa Mundial de Fútbol de 1934.
Tras su retiro como futbolista fue vicepresidente de los equipos Racing Club de Roubaix y CO Roubaix-Tourcoing hasta que en 1959 pasó a ser el entrenador de la selección nacional por cinco años, en donde logró llegar a las semifinales de la Eurocopa 1960; y posteriormente formó parte del comité de selecciones nacionales.

## Galería

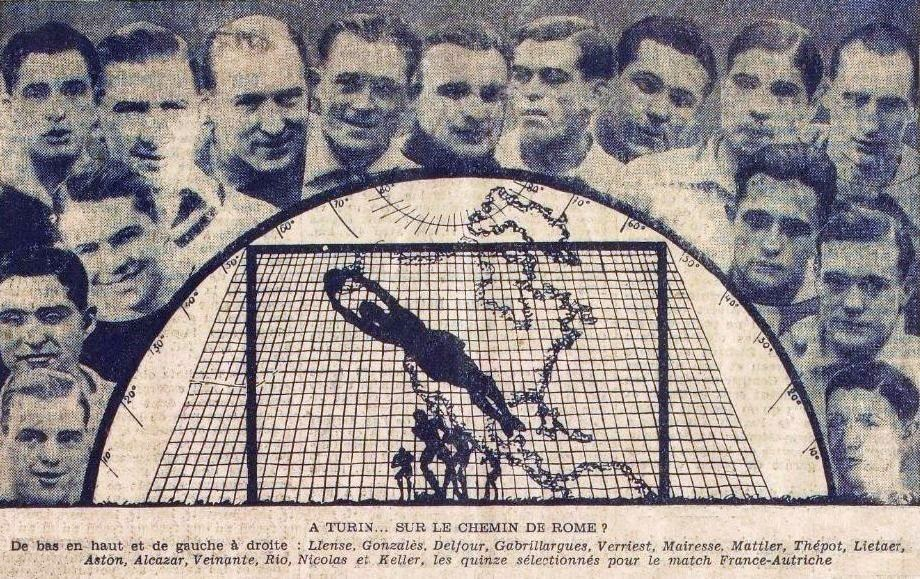
Ilustración por L'Equipe del gol anotado en el Mundial de 1934 ante Austria.